# Die, Emperor! Die!
Die, Emperor! Die! var ett emoband från Texas. 
Texterna var både politiska och emotionella.
De släppte CD-skivor, vinylskivor och kassetter på bland annat Friends Forever Records och Slave Union Records.
Kirke har gått vidare till att spela i Teenage Kicks. Efter att Die, Emperor! Die! splittrades så har de även spelat tillsammans i band såsom Rosa, Punkin Pie och The Ten Speeds.
Kirke hade ett tag även ett midwestemoprojekt vid namn Treetops.

## Medlemmar
- Kirke Campbell – sång, gitarr
- Brad Bingham – trummor

## Diskografi (urval)
- Demo (CD/Kassett, Friends Forever Records) (2002)
- "Our Great Cities" / "Dear Friend (Never Give Up)" (Toru Okada & Die, Emperor! Die! Split 7" vinyl singel, Golden Shiney Wire of Hope Records) (2003)
- Acoustic (CD-r, Friends Forever Records) (2003)
- "Six Feet Beneath My Heart" / "Gold Metal For Charlie" (Die, Emperor! Die! & Burned Out Bright - Split 7" vinyl singel, Friends Forever Records) (2003)
- Live At Burned Out Bright's Last Show, October 25th, 2003 (Kassett, Friends Forever Records) (2003)
- The Microwave Says To The Pacemaker (2x7" samlings-LP, div. artister, Slave Union Records) (2004)
- Acoustic (EP, 7" vinyl med fyra av låtarna på CD:n, Adagio830) (2006)